# مجموعه مقالات انجمن فلسفی آمریکا
مجموعه مقالات انجمن فلسفی آمریکا (انگلیسی: Proceedings of the American Philosophical Society) فصلنامه ای است که توسط انجمن فیلسوفان آمریکا از سال ۱۸۳۸ منتشر می‌شود. این مجله حاوی مقالاتی است که در جلسات انجمن فلسفی آمریکا در هر ماه آوریل و نوامبر خوانده شده‌است.